# Jacek Kiciński
Jacek Kiciński, C.M.F. (Turek, 14 de junho de 1963), é um bispo católico polonês. É bispo-auxiliar de Breslávia.

## Biografia
Ele nasceu em 30 de agosto de 1968 em Turku. Nos anos 1983-1988 estudou na Escola Secundária Técnica Mecânica local, graduando-se com um exame de conclusão do ensino secundário. Em 1988 iniciou o noviciado na Congregação dos Missionários Claretianos  , onde emitiu os votos perpétuos em 8 de setembro de 1993 . Nos anos 1989-1995 estudou na Pontifícia Faculdade de Teologia de Wrocław, terminando com o mestrado. Em 27 de maio de 1995, foi ordenado sacerdote pelo Cardeal Henryk Roman Gulbinowicz na Arquicatedral de Wrocław. A partir de 1996 continuou seus estudos em teologia espiritual na Universidade Católica de Lublin, onde em 2000 recebeu o doutorado com base na dissertação Celibato na vida sacerdotal. Um estudo baseado em publicações em língua polonesa após o Concílio Vaticano II .
Em 1995-1996 trabalhou em Łódź como vigário. Nos anos 2000-2004 foi superior da Casa de Formação dos Missionários Claretianos em Wrocław, e nos anos 2004-2010 foi prefeito de espiritualidade do Conselho da Província Polonesa dos Missionários Claretianos. Serviu como guardião do postulantado dos Missionários Claretianos em Kudowa-Zdrój e novamente como superior da Casa de Formação em Wrocław. Em 2006 tornou-se membro do conselho para a vida consagrada da Arquidiocese de Wrocław e em 2009 tornou-se seu presidente. Também em 2009 assumiu o cargo de vigário episcopal para a vida consagrada da Arquidiocese de Wrocław e tornou-se membro do conselho sacerdotal desta arquidiocese. Em 2015, tornou-se consultor da Comissão de Vida Consagrada e Sociedades de Vida Apostólica da Conferência Episcopal da Polônia .
Em 2009, na Pontifícia Faculdade de Teologia de Wrocław, obteve a habilitação na área de teologia espiritual com base na dissertação Vocação-Consagração-Missão. A dimensão personalista da teologia da vida consagrada à luz do Magistério contemporâneo da Igreja . Em 2015, obteve o título acadêmico de professor de ciências teológicas. No ano letivo de 2002/2003, tornou-se professor de teologia espiritual na Pontifícia Faculdade de Teologia de Wrocław. Em 2006, tornou-se diretor de Estudos de Pós-Graduação em Teologia da Vida Consagrada na PWT em Wrocław. Em 2010, tornou-se chefe do Departamento de Teologia da Espiritualidade Sacerdotal e da Vida Consagrada e, em 2011, assumiu o cargo de professor associado da PWT em Wrocław. Em 2006, tornou -se editor-chefe da revista científica "Życie Konsekrowane", também editou "Wrocławski Przegląd Teologiczne".
Em 13 de fevereiro de 2016, o Papa Francisco nomeou-o bispo auxiliar da Arquidiocese de Wrocław com a sé titular de Margum . Ele foi ordenado bispo em 19 de março de 2016 na catedral de Wrocław . O consagrador principal foi o Arcebispo Metropolitano de Breslávia, Józef Piotr Kupny, e os co-consagradores foram o Arcebispo Celestino Migliore, núncio apostólico na Polónia, e o cardeal Henryk Roman Gulbinowicz, arcebispo sénior de Breslávia . Ele adotou as palavras “Ut unum sint” (Que sejam um) como seu lema episcopal . Na Arquidiocese de Wrocław assumiu o cargo de vigário geral.
Na Conferência Episcopal Polonesa, em 2017  tornou-se presidente da Comissão dos Institutos de Vida Consagrada e Sociedades de Vida Apostólica , e em 2021 tornou-se assistente eclesiástico da Sociedade de Socorro. Santo Irmão Albert , e também tornou-se membro da Comissão para a Pastoral  e da Comissão para a Doutrina da Fé  .
Foi co-consagrador durante as consagrações do bispo diocesano de Port Pirie, Karol Kulczycki (2020) e do bispo auxiliar de Wrocław Maciej Małyga (2022) .